# Monestir de Sant Salvador i Sant Eutimi
El monestir de Sant Salvador i Sant Eutimi (en rus Спасо-Евфимиев монастырь, Spaso-Ievfímiev monastir) és un monestir ortodox situat a Súzdal (Rússia). Forma part del complex declarat Patrimoni de la Humanitat per la UNESCO denominat els Monuments Blancs de Vladímir i Súzdal, amb el codi d'identificació 633-007.

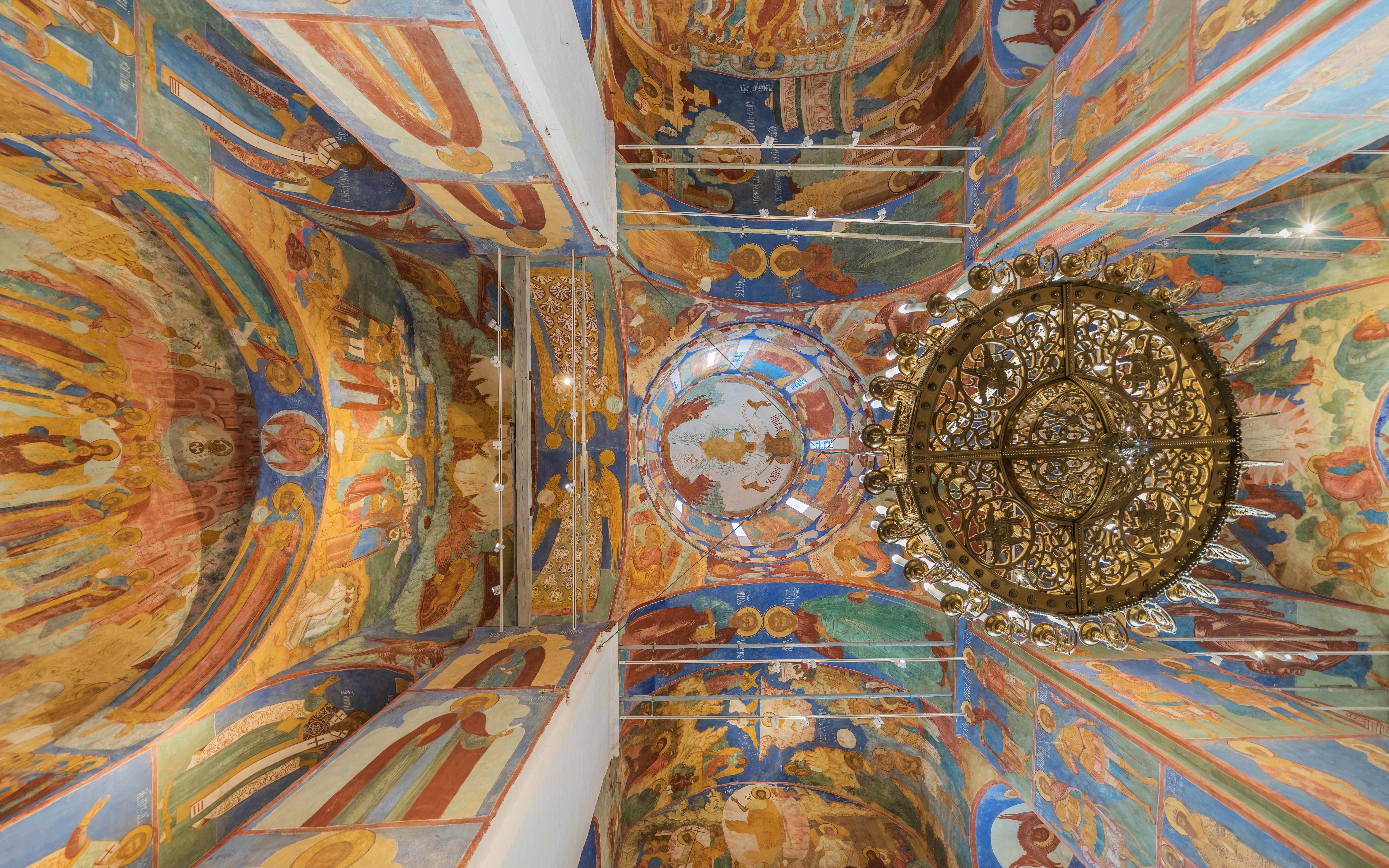
Frescos a l'interior de la catedral de la Transfiguració

El monestir va ser fundat al segle xiv, i la seva importància va créixer en els segles xvi i xvii gràcies a donacions realitzades per Basili III, Ivan IV i la família Pojarski, una dinastia noble de la regió. Entre els edificis erigits durant aquest període hi ha l'església de la Dormició, el campanar, les muralles i torres que l'envolten i la catedral, amb set cúpules, dedicada a la Transfiguració del Salvador. La catedral es va construir en l'estil del Gran Ducat de Vladímir-Súzdal. El seu interior conté frescos restaurats per l'escola de Guri Nikitin de Kostromà, i es remunten a l'any 1689. La tomba de Dmitri Pojarski queda al costat del mur de la catedral.
El monestir conté així mateix una presó, construïda el 1764, que al principi va allotjar dissidents religiosos. La presó es va seguir usant durant el període soviètic, i entre els seus presoners més coneguts hi va haver el mariscal de camp Friedrich Paulus, que hi va ser empresonat durant un temps després de la seva rendició a Stalingrad. La presó avui està convertida en un museu sobre la història militar del monestir.